# 施鲁斯伯里镇足球俱乐部
梳士貝利足球會（英語：Shrewsbury Town Football Club），英格蘭西米德蘭茲區域什羅普郡郡治什魯斯伯里的職業足球俱乐部，鄰近威爾斯，曾6奪威爾斯盃冠軍，現時在英格蘭甲級聯賽作賽。

## 大事紀年
| 年 份   | 事 項                                                                                                  |
| ------- | --- |
| 1890-91 | 威爾斯盃冠軍。什羅浦夏聯賽（Shropshire League）創始成員。什羅浦夏聯賽亞軍                              |
| 1891-92 | 晉身威爾斯盃四強                                                                                       |
| 1895-96 | 加入佰明翰及地區聯賽（Birmingham & District League）                                                   |
| 1913-14 | 佰明翰及地區聯賽亞軍                                                                                   |
| 1922-23 | 佰明翰及地區聯賽冠軍                                                                                   |
| 1923-24 | 佰明翰及地區聯賽亞軍                                                                                   |
| 1930-31 | 威爾斯盃亞軍                                                                                           |
| 1934-35 | 晉身威爾斯盃四強                                                                                       |
| 1935-36 | 晉身威爾斯盃四強                                                                                       |
| 1936-37 | 佰明翰及地區聯賽亞軍                                                                                   |
| 1937-38 | 加入中部聯賽（Midland League）。中部聯賽冠軍。威爾斯盃冠軍（第二次）                                   |
| 1939    | 離開中部聯賽                                                                                           |
| 1945-46 | 再次加入中部聯賽。中部聯賽冠軍（第二次）                                                               |
| 1947-48 | 中部聯賽冠軍（第三次）。威爾斯盃亞軍                                                                   |
| 1950-51 | 加入足球聯盟北區丙組聯賽                                                                               |
| 1951-52 | 被轉往南區丙組聯賽                                                                                     |
| 1958-59 | 聯賽重組被置於丁組聯賽。丁組聯賽排第四位，升級丙組                                                     |
| 1960-61 | 晉身聯賽盃四強                                                                                         |
| 1973-74 | 晉身威爾斯盃四強。丙組聯賽排第廿二位，降級丁組                                                         |
| 1974-75 | 晉身威爾斯盃四強。丁組聯賽亞軍，升級丙組                                                               |
| 1975-76 | 晉身威爾斯盃四強                                                                                       |
| 1976-77 | 威爾斯盃冠軍（第三次）                                                                                 |
| 1977-78 | 晉身威爾斯盃四強                                                                                       |
| 1978-79 | 丙組聯賽冠軍，升級乙組。威爾斯盃冠軍（第四次）                                                         |
| 1979-80 | 威爾斯盃亞軍                                                                                           |
| 1983-84 | 威爾斯盃冠軍（第五次）                                                                                 |
| 1984-85 | 威爾斯盃冠軍（第六次）                                                                                 |
| 1989    | 乙組聯賽第二十二名，降級丙組                                                                           |
| 1992    | 丙組聯賽第二十二名，降級丁組                                                                           |
| 1992-93 | 超聯成立，丁組改組成丙組〈IV〉                                                                         |
| 1993-94 | 丙組〈IV〉聯賽冠軍，升級乙組〈III〉                                                                    |
| 1997    | 乙組〈III〉聯賽第二十二名，降級丙組〈IV〉                                                              |
| 2003    | 丙組〈IV〉聯賽第二十四名，降級議會聯賽（Conference）                                                   |
| 2003-04 | 議會聯賽季军，附加賽準決賽兩回合累計2-2，十二碼5-3擊敗，史篤城決賽1-1，十二碼3-0擊敗艾迪索特，升級丙組〈IV〉 |
| 2004-05 | 丙組〈IV〉聯賽更名「英乙聯賽」                                                                         |
| 2006-07 | 英乙聯賽第七名，附加賽準決賽兩回合累計2-1擊敗米尔顿凯恩斯，決賽1-3負於                                 |
| 2008-09 | 英乙聯賽第七名，附加賽準決賽兩回合累計1-1，十二碼4-3擊敗，溫布萊決賽0-1負於                            |
| 2010-11 | 英乙聯賽第四名，附加賽準決賽兩回合累計0-2負於                                                          |
| 2011-12 | 英乙聯賽亚军，升班英甲                                                                                 |
| 2013-14 | 英甲聯賽第二十三名，降級英乙                                                                           |
| 2014-15 | 英乙聯賽亚军，升班英甲                                                                                 |
| 2024-25 | 英甲聯賽排第廿四位，降班英乙聯賽                                                                       |

資料來源：球會歷史庫 （页面存档备份，存于）

## 主場球場

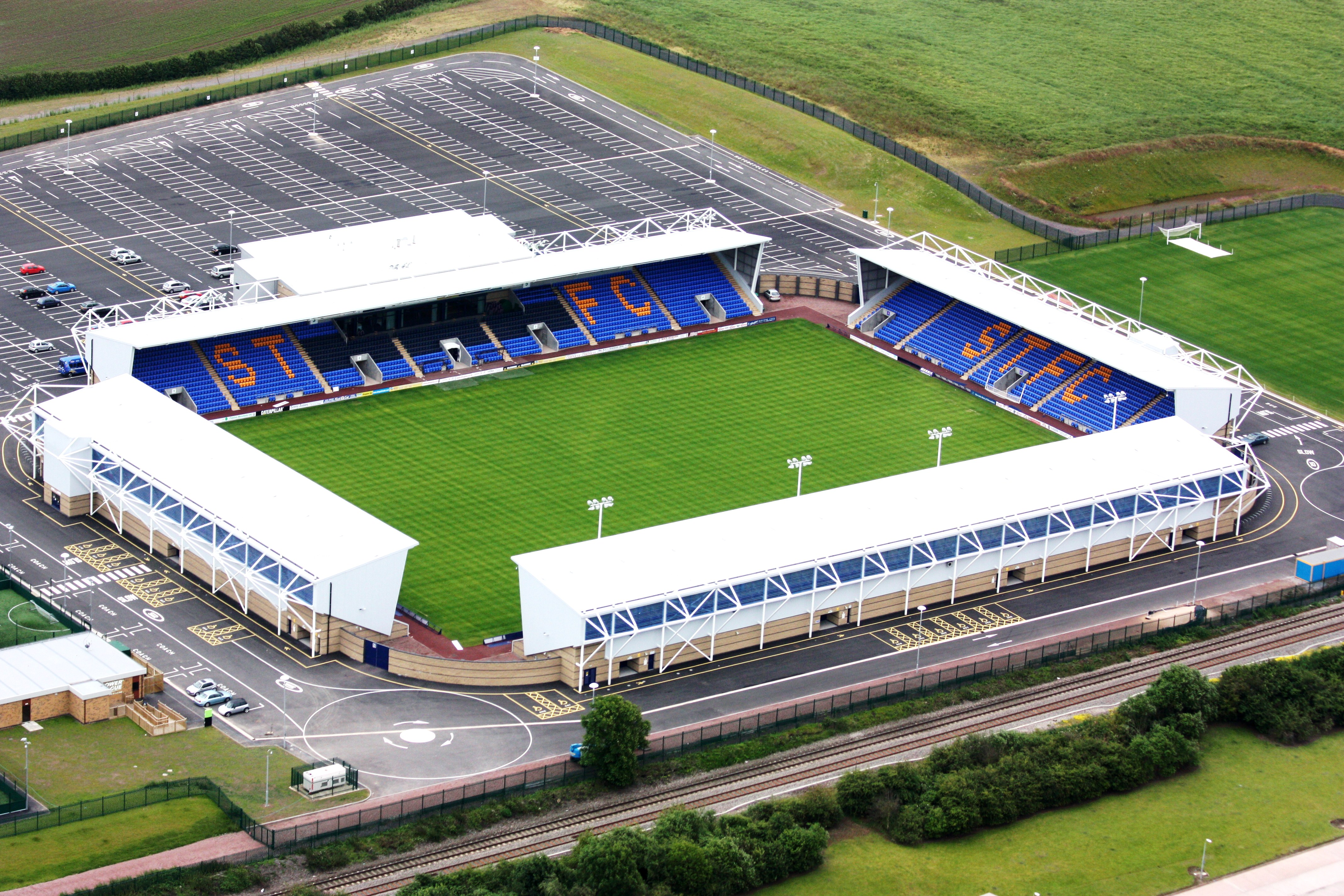
鳥瞰新美度球場

新美度球場（New Meadow）獲冠名贊助稱為「格連候斯美度球場」（Greenhous Meadow），是梳士貝利足球會的主場球場，位於英格蘭什罗普郡什魯斯伯里南部市郊，於2007年夏季落成啟用，由四座獨立有蓋看台組成，全坐席可容9,875人。
新美度球場並不是球場的官方名字，於球場落成後首年球場被稱為｢奥利路運動場｣（Oteley Road Stadium）。直到2008年7月21日，與球隊新球衣系列一同公佈，由運動服製造商｢寶星｣（Prostar）獲得球場的冠名贊助權，稱為｢寶星運動場｣（The Prostar Stadium），原本合約為期四年，但僅維持了兩年便提前結束。2010年4月球會新贊助商｢格連侯斯｣為球場新冠名進行球迷公開投票，「格連候斯美度」 （Greenhous Meadow）獲大多數支持，作為對前主場｢蓋伊美度球場｣（Gay Meadow）的致敬。

## 敵對球隊
敵對球隊包括、靴尔福特、及最後的（Telford United）經常在什羅浦夏高級盃（Shropshire Senior Cup）決賽中相遇。京达米士特（Kidderminster Harriers）被認為是對手，但於2004/05年球季降級到足協全國聯賽。

## 榮譽
- 威爾斯盃：

2007-2015年舊會徽

  - 冠軍（6次）：1891年、1938年、1977年、1979年、1984年、1985年；
  - 亞軍（3次）：1931年、1948年、1980年
- 丙組〈III〉聯賽 冠軍：1979年
- 丙組〈IV〉聯賽 冠軍：1994年
- 丁組〈IV〉聯賽 亞軍：1975年
- 聯賽錦標 亞軍：1996年
- 中部聯賽 冠軍（3次）：1938年、1946年、1948年
- 伯明翰及地區聯賽
  - 冠軍（1次）：1923年；
  - 亞軍（3次）：1914年、1924年、1937年
- 協會聯賽 附加賽冠軍：2004年

## 著名球星
- 阿瑟·羅利（Arthur Rowley）
- 大衛·柏列（David Pleat）
- 加利·麥臣（Gary Megson）
- 占美·昆尼（英语：Jimmy Quinn (footballer, born 1959)）（Jimmy Quinn）
- 米奇·湯馬士（英语：Mickey Thomas (footballer)）（Mickey Thomas）
- 卡尔·罗宾森（Carl Robinson）
- 尼維利·修禾路（Neville Southall）
- 祖·赫特（Joe Hart）
- 大衛·莫耶斯（David Moyes）

## 外部連結
- Shrewsbury Town FC Official Website （页面存档备份，存于）（英文）